# Nuno Nepomuceno
Nuno Nepomuceno (1978, Carvalhal) é um escritor, matemático e controlador de tráfego aéreo português.

## Biografia
Ele nasceu na aldeia de Carvalhal, perto de Óbidos, e viveu lá até os 10 anos. A adolescência passou em Algarve.
Ele entrou para o curso de controlador de tráfego aéreo da NAV (Navegação Aérea de Portugal) aos 23 anos, depois de fazer uma licenciatura em Matemática e de dar aula em uma escola, um ano depois entrou na função de controlador na Ilha de São Miguel (Açores); aos 27 já acumulava o trabalho na torre do Aeroporto João Paulo II com a tarefa de instrutor, desde os 34 anos foi posto na capital Lisboa, onde é também supervisor da equipa.
Em 2003, com 25 anos, começou a escrever O Espião Português. O manuscrito foi rejeitado por todas as editoras portuguesas mas em 2012, esse livro deu-lhe a vitória na primeira edição do Prémio Literário Note!.
Nuno Nepomuceno  já foi líder do top de vendas de livros em lojas como a Fnac, Bertrand, Wook, Google Play ou Amazon, transformando-se num dos escritores de policiais mais famosos em Portugal.

### SérieFreelancer
- O Espião Português (ASA, 2012)
- A Espia do Oriente (Top Books, 2015)
- A Hora Solene (Top Books, 2015)

### Série do Afonso Catalão
- A Célula Adormecida (Top Books, 2016)
- Pecados Santos (Cultura Editora, 2018)
- A Última Ceia (Cultura Editora, 2019)
- A Morte do Papa (Cultura Editora, 2020)
- O Cardeal (Cultura Editora, 2021)
- A Noiva Judia (Cultura Editora, 2022)